# Kynosura (Mythologie)
Kynosura (altgriechisch Κυνόσουρα Kynósoura) ist eine Gestalt der griechischen Mythologie.
Sie war gemeinsam mit Helike eine Amme des Zeus, als dieser vor seinem Vater Kronos im kretischen Ida-Gebirge versteckt wurde. Sie galt als eine der dortigen Nymphen. Ein Ort auf Kreta nahe der antiken Stadt Histoi soll nach ihr benannt worden sein.
Als Dank für ihren Beistand wurde sie von Zeus später als Sternbild Kleiner Bär am Himmel verewigt.